# 斉藤薫 (照明技師)
斉藤 薫（、1939年〈昭和14年〉8月29日 - ）は日本映画の照明技師。東京都葛飾区出身。

## 経歴
1958年に東京都立墨田工業高等学校電気科卒業後、東宝に入社。同年の『裸の大将』から照明助手を務める。主に市川崑監督に付き、1987年の『映画女優』より照明技師に昇進。同作品で、第11回日本アカデミー賞優秀照明賞を受賞。
その後、川北紘一からの誘いで『ガンヘッド』以降、特撮映画の照明技師を務める。1999年に定年退職し、フリーとなる。その後もゴジラシリーズへは『ゴジラ×モスラ×メカゴジラ 東京SOS』まで参加した。

## 人物・エピソード
就職活動では、学歴を活かせる大手企業の入社試験を受けていたがすべて落ち、OBが務めていたことから学校に求人案内が来ていた東宝へ入社することとなった。斉藤自身は、映画業界に入ったのはたまたまであると語っている。
円谷英二の時代の特撮班では、下着持参と予定表に記されており、一昼夜撮影の後は交代のスタッフが作業している横でゴザを敷いて仮眠をとり、起きて交代したらまた撮影に入るという流れで、3、4日は家に帰れなかったという。また、照明部のみ残業したらタバコが支給されていたと証言している。
川北は、斉藤の照明について大胆さと繊細さがあったと評しており、最も印象に残っている斉藤の仕事として、大プールでの太陽の表現を挙げている。
『ゴジラvsモスラ』では、斉藤の提案により夕景のシーンが追加された。一方で、名古屋のシーンでは曇天であったロケ映像に照明を合わせようとしていたが、ミニチュアセットに陰影をつけるため明るくしなければならず、失敗であったと述べている。『ゴジラ×メカゴジラ』（2002年）でも、CGでやる予定であった夕陽を照明で手掛けた。
映画は計算で成り立つものではなく、現場処理がすべてであり、それを任されたスタッフの感性と独創性が重要だと語っている。2000年代以降の作品では、CGの使用が増えたため街の照明などを表現する必要がなくなり、ミニチュアセットでの撮影も素材撮りに近いものとなるなど、自分たちで試行錯誤したものを「表現」するのではなく、映像を「再現」する形になっていったと述べている。また、撮影でうまくいったときでも「あれはCGか」という言われ方をするため、現場でのやりがいも欠いていったといい、日本特撮の手作りの良さが機械化された映像へ移行していったことは悲しいと語っていた。

## 担当作品

### テレビ作品
- 1988年 - 五稜郭[出典 10]

### 照明助手作品
- 1958年 - 旅姿鼠小僧[4]
- 1958年 - 裸の大将[4][8]
- 1968年 - 日本一の裏切り男

### 照明技師作品
- 1987年 - 映画女優[出典 11]
- 1987年 - 19ナインティーン[出典 10]
- 1997年 - モスラ2 海底の大決戦 - 特殊照明[5]
- 2000年 - クロスファイア[出典 12]
- 2000年 - ゴジラ×メガギラス G消滅作戦 - 本編照明[出典 12]
- 2006年 - 犬神家の一族[出典 12]

### 特撮照明作品
- 1989年 - ガンヘッド[出典 11]
- 1989年 - ゴジラvsビオランテ[出典 13]
- 1991年 - ゴジラvsキングギドラ
- 1992年 - ゴジラvsモスラ
- 1993年 - ゴジラvsメカゴジラ
- 1994年 - ゴジラvsスペースゴジラ
- 1995年 - ゴジラvsデストロイア
- 1996年 - モスラ
- 1998年 - モスラ3 キングギドラ来襲
- 1999年 - ゴジラ2000 ミレニアム[13]
- 2001年 - ゴジラ・モスラ・キングギドラ 大怪獣総攻撃
- 2002年 - ゴジラ×メカゴジラ[13]
- 2003年 - ゴジラ×モスラ×メカゴジラ 東京SOS[出典 14]

## 受賞歴
- 1988年 - 第11回日本アカデミー賞 優秀照明賞（『映画女優』）[1][15]
- 1990年 - 第21回照明技術賞　劇映画部門　最優秀照明賞